# 도파민작동성 경로
도파민작동성 경로(영어: dopaminergic pathway)는 때때로 도파민 경로(영어: dopamine pathway), 도파민작동성 예측(영어: dopaminergic projection)이라고도 불리는 도파민작동성 경로이다. 이는 신경전달물질인 도파민을 합성하고 방출하는 뇌 중추신경계의 투영 뉴런 세트이다. 이러한 경로에서 개별 뉴런을 도파민 뉴런(또는 도파민 시냅스)이라고 한다. 도파민 뉴런은 경로의 전체 길이를 달리는 축삭을 가지고 있다. 뉴런의 세포체는 도파민을 합성하는 효소를 생산한 다음, 축삭돌기를 통해 시냅스 목적지로 전달되어 대부분의 도파민이 생성 및 전달된다. 흑색질에서 멜라닌의 존재로 인해 흑색질의 파스 콤팩타(pars compacta, 치밀부)와 같은 주요 영역에서 도파민 신경 세포체가 착색되는 경향이 있다. 도파민 경로는 실행 기능, 학습, 보상, 동기 부여 및 신경 내분비 조절과 같은 많은 기능에 관여한다. 이러한 경로와 신경핵의 기능 장애는 파킨슨병, 주의력결핍 과잉행동장애(ADHD), 중독 및 하지불안 증후군(RLS)과 같은 여러 질병 및 장애와 관련될 수 있다.

## 연구
도파민시스템의 주요 연구에서 흑질과 기댐핵과 관련하여 정신질환인 조현병이나 파킨슨병 또는 투렛증후군 등의 연관성이 언급된다.

## 같이 보기
- 세로토닌 시스템
- 페닐알라닌
- 카테콜아민